# Magno Alves
Magno Alves, brazilski nogometaš, * 13. januar 1976, Aporá, Brazilija.
Za brazilsko reprezentanco je odigral tri uradne tekme.